# Ischia rosso
L'Ischia rosso è un vino DOC la cui produzione è consentita nell'isola di Ischia (NA).

## Caratteristiche organolettiche
- colore: rubino più o meno intenso.
- odore: vinoso.
- sapore: asciutto, di medio corpo, giustamente tannico.

## Abbinamenti consigliati
Generalmente per accompagnare la cucina tipica dell'isola di Ischia.

## Produzione
Provincia, stagione, volume in ettolitri
- Napoli  (1990/91)  226,15
- Napoli  (1991/92)  244,47
- Napoli  (1992/93)  80,76
- Napoli  (1993/94)  115,84
- Napoli  (1994/95)   199,06
- Napoli  (1995/96)  173,03
- Napoli  (1996/97)  111,68